# Liatorp
Liatorp är en bebyggelse i Älmhults kommun i Kronobergs län. Området avgränsades till en separat tätort till 2023 då den klassades som en del av den sammanväxta tätorten Diö och Liatorp.

## Historia
Liatorp är beläget vid Södra stambanan som nådde samhället 1862 från Malmö och utgjorde därmed den nordliga ändpunkten på banan till 1864, då förlängningen till Falköping var klar.

### Befolkningsutveckling
| Befolkningsutvecklingen i Liatorp 1960–2020 | Befolkningsutvecklingen i Liatorp 1960–2020 | Befolkningsutvecklingen i Liatorp 1960–2020 | Befolkningsutvecklingen i Liatorp 1960–2020 | Befolkningsutvecklingen i Liatorp 1960–2020 |
| ------------------------------------------- | ------------------------------------------- | ------------------------------------------- | ------------------------------------------- | ------------------------------------------- |
|                                             |                                             |                                             |                                             |                                             |
| År                                          |                                             |                                             | Folkmängd                                   | Areal (ha)                                  |
| 1960                                        | 1960                                        |                                             | 741                                         |                                             |
| 1965                                        | 1965                                        |                                             | 645                                         |                                             |
| 1970                                        | 1970                                        |                                             | 661                                         |                                             |
| 1975                                        | 1975                                        |                                             | 592                                         |                                             |
| 1980                                        | 1980                                        |                                             | 597                                         |                                             |
| 1990                                        | 1990                                        |                                             | 572                                         | 85                                          |
| 1995                                        | 1995                                        |                                             | 558                                         | 85                                          |
| 2000                                        | 2000                                        |                                             | 520                                         | 85                                          |
| 2005                                        | 2005                                        |                                             | 560                                         | 85                                          |
| 2010                                        | 2010                                        |                                             | 555                                         | 85                                          |
| 2015                                        | 2015                                        |                                             | 531                                         | 89                                          |
| 2020                                        | 2020                                        |                                             | 540                                         | 90                                          |
|                                             |                                             |                                             |                                             |                                             |

## Samhället
Sydsvenska kreditaktiebolaget öppnade ett avdelningskontor vid Liatorps järnvägsstation den 7 oktober 1907. Denna bank uppgick senare i Handelsbanken som fanns kvar i Liatorp in på 2000-talet när man lämnade orten.